# Nicolás Gaffie
Nicolás Gaffie Fernández (Marbella, España, 21 de marzo de 1996), también conocido como Nico Gaffie, es un artista marcial mixto y boxeador a puño limpio español. Actualmente compite en la categoría de peso pluma de Bare Knuckle Fighting Championship (BKFC), donde está en la posición #2 del ranking de peso pluma. Anteriormente, fue campeón del Campeonato Intercontinental de K-1 en 2023 y cuenta con más de 48 combates profesionales en Kickboxing y Muay Thai.

## Carrera

### Inicios en los deportes de combate
Nico Gaffie comenzó a entrenar Muay Thai y kickboxing a los 16 años. Se consolidó como peleador profesional en el circuito europeo, acumulando más de 48 combates en disciplinas como K-1, Muay Thai y kickboxing.

En diciembre de 2018, participó en el torneo mundial de K-1 World GP 2018 en Osaka, Japón, enfrentando al japonés Kenta Hayashi, con quien perdió por decisión dividida en una pelea muy cerrada.
En noviembre de 2023, obtuvo el título del Campeonato Intercontinental de K-1 en Hamburgo (Alemania), al ganar por nocaut técnico en el primer asalto.

### Bare Knuckle Fighting Championship (BKFC)
Gaffie debutó en el boxeo sin guantes el 12 de octubre de 2024 en el evento BKFC on DAZN: Spain, celebrado en Marbella, su ciudad natal. Allí venció al peleador checo Radek Štádler por nocaut técnico en el segundo asalto.
El 5 de abril de 2025, participó en el evento BKFC 72: Stewart vs. Strydom en Dubái, donde derrotó al estadounidense Brandon Allen por TKO en el cuarto asalto, quien ocupaba la primera posición del ranking en la división. En ese combate, provocó cuatro caídas y finalizó el combate a falta de un segundo para el cierre del round.

## Récord profesional en BKFC
| Resultado | Récord | Oponente      | Método       | Evento                       | Fecha                 | Asalto | Tiempo | Lugar                         |
| --------- | ------ | ------------- | ------------ | ---------------------------- | --------------------- | ------ | ------ | ----------------------------- |
| Victoria  | 2–0    | Brandon Allen | TKO (golpes) | BKFC 72: Stewart vs. Strydom | 5 de abril de 2025    | 4      | 4:59   | Dubái, Emiratos Árabes Unidos |
| Victoria  | 1–0    | Radek Štádler | TKO (golpes) | BKFC on DAZN: Spain          | 12 de octubre de 2024 | 2      | 1:04   | Marbella, España              |

## Estilo de pelea
Gaffie se caracteriza por su estilo agresivo, ritmo alto y presión constante. Su estructura física compacta (1,65 m de altura y 1,68 m de alcance) lo lleva a pelear en corta distancia, alternando ataques desde fuera con entradas rápidas al clinch. Posee una alta precisión, buena condición física y capacidad para finalizar peleas con golpes al cuerpo o en ráfagas cortas.

## Campeonatos y logros
- Bare Knuckle Fighting Championship
  - Actuación de la Noche (Una vez) vs. Brandon Allen
  - Campeonato Intercontinental de K-1 (2023)